# Plósz Sándor

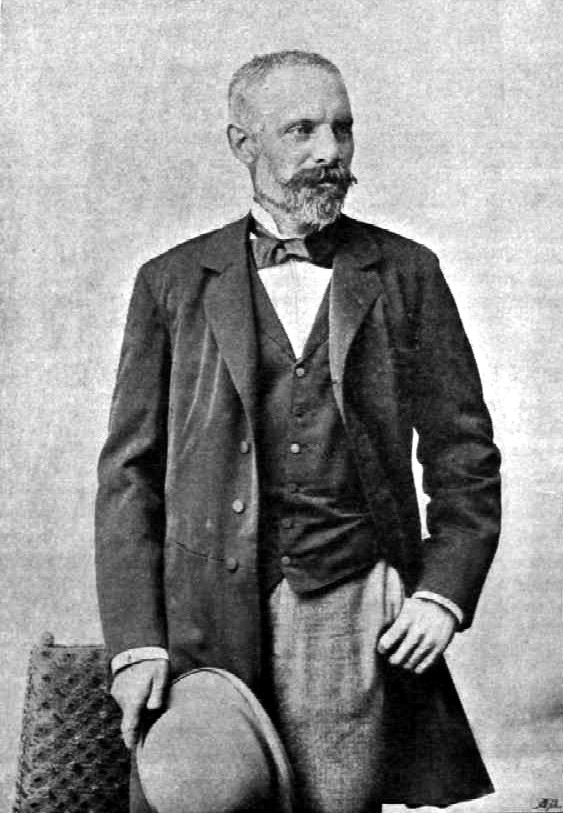
Plósz Sándor (Vasárnapi Ujság, 1899, 10. szám)

Plósz Sándor (Pest, 1846. június 10. – Budapest, 1925. május 29.) jogász, a Pázmány Péter Tudományegyetem jogi karának a tanára, igazságügy-miniszter, az MTA tagja, az összes jogtudományok doktora, valóságos belső titkos tanácsos, az I. osztályú vaskorona-rend lovagja, a Lipót-rend középkeresztese, a Főrendiház tagja,

## Életpályája
Édesapja dr. Plósz Lajos (1809-1886) szemészorvos, testvérei közül Pál (1844-1902) biokémikus, egyetemi tanár, Béla (1863-1945) pedig állatorvos volt. Jogi tanulmányait Bécsben és Pesten végezte. Tanulmányait Pesten fejezte be 1866-ban. Felesége Hamza Ilka, gyermekeik: Gizella, Jenke, Pál, Emília. Két évig joggyakornokoskodott Pesten. Előbb egy ügyvédi irodában, a következő évtől a pesti pénzügyi ügyészségnél, fogalmazó-gyakornoki beosztásban. 1868-ban a jogtudományok doktorává avatták. Ekkor közügyvédi, 1869-ben váltóügyvédi oklevelet kapott. 1867 novemberétől tollnok a pestvárosi törvényszéken, 1871-től a lipótvárosi egyesbíróság helyettes egyesbírója, 1872-től bíró a pesti királyi törvényszéknél. 1872-1881-ben a kolozsvári egyetem polgári törvénykezés, váltó- és kereskedelmi jog rendes tanára. 1881-1924 között a pesti egyetem polgári törvénykezés, váltó- és kereskedelmi jog tanára. 1894. július 30-ától igazságügyi minisztériumi államtitkár, 1895-től Baja város országgyűlési képviselője. 1899. február 26-ától 1905. június 18-áig a Széll-, az első Khuen-Héderváry- és az első Tisza István-kormány igazságügyminisztere. 1914-ben főrendiházi tag lett.
Nyugalomba vonulása után néhány hónappal, váratlanul hunyt el Budapesten, 1925. május 29-én. A farkasréti temetőben nyugszik. [1/6.(1/C) 1-43/44] 

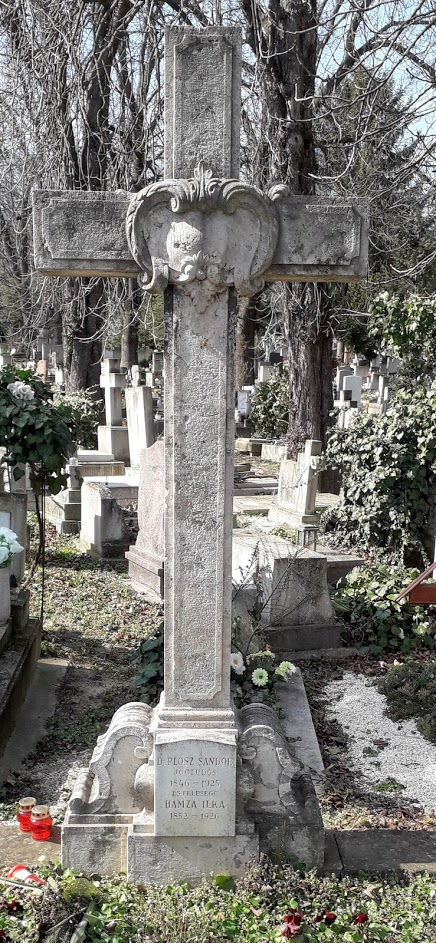
Síremléke a Farkasréti temetőben

## Munkássága
A polgári perjog terén fejtette ki elképzeléseit és valósította meg, így a magyar polgári perjog tudományos művelésének egyik legelső képviselője volt. 1884-től az MTA levelező, 1894-től rendes, 1902-től tiszteleti, 1906-tól igazgató tagja, 1909–1910-ben a II. osztály elnökhelyettese, 1910–1913 között elnöke, 1913-tól 1916-ig az MTA másodelnöke. Több ciklusban volt országgyűlési képviselő: 1895-től Baja város, 1901-től a Bács-Bodrog megyei Rigyica kerület, 1910-től 1914-ig Lúgos kerület megbízásából tevékenykedett a képviselőházban. 1914 februárjában a király a főrendiház életfogytiglani tagjává nevezte ki, Plósz e háznak is aktív tagja volt 1918 végéig. A magyar kormány megbízásából 1885-ben kidolgozta a polgári perrendtartás tervezetét, 1889 és 1894 között törvényelőkészítéssel is foglalkozott. Ő dolgozta ki a sommás eljárásról szóló törvény több rendbeli javaslatait valamint az 1893-ban megjelent teljes perrendtartás, és a házasügyekben követendő eljárás tervezetét. 1894 közepén igazságügy minisztériumi államtitkárrá nevezték ki, ebben az időben tevékenyen vett részt a törvényes kamatláb újabb meghatározásáról szóló 1895-ös, és a bűntető eljárásról szóló 1896-os törvénycikk létrehozásában.
Széll Kálmán kormányának megalakulása során lett igazságügyi miniszter 1899-ben. Beiktatása után megkezdte a bíráskodásról szóló javaslatok átdolgozását. Az átdolgozott javaslatot elő is terjesztette a képviselőházban, amely a törvénymódosítás alapjául szolgált.
Az igazságügyminiszteri költségvetés tárgyalása alkalmával kilátásba helyezte a büntető perrendtartásnak 1900. január 1-jén való életbeléptetését, a büntető törvénynek az addigi tervezettnél tágabb keretű reformját, az egységes polgári perrendtartási törvény megalkotását, melyek tervezetét 1893-ban személyesen készítette el, végül a polgári törvénykönyv megalkotását és a csődtörvény módosítását. A bűnvádi perrendtartásról szóló törvény életbeléptetésének munkájában fáradhatatlan buzgalommal vett részt, személyesen elnökölt az 1899 májusától 1900 februárjáig ülésező szaktanácskozáson és nagy része volt az életbeléptetés alkalmából megjelent 14 rendelet szerkesztésében és szövegezésében is: a királyi ügyészség, az ügyészségi megbízottak, a nyomozóhatóságok, valamint a csendőrség részére kiadott utasítások és a büntető ügyviteli szabályok. E munkálatokon felül személyesen részt vett a részletügyletekről tartott értekezleteken. Minisztersége után felajánlották neki a Kúria elnöki posztját, ő azonban visszatért az egyetemre, ahol 1924-ig – nyugdíjba vonulásáig – nemzedékeket tanított. Ezeken kívül munkásságának legfőbb eredményeként született meg az 1911. évi I. törvénycikk a polgári perrendtartásról. A Millennium évében lépett életbe az 1896. évi XXXIII. törvénycikk a büntető eljárásról.
Cikkei a Jogtudományi Közlönyben, a Magyar Igazságügyben, a Magyar Jogászegyleti Értekezésekben, a Jogban, a Jogi Szemlében, és több német jogi folyóiratban jelentek meg. Néhány könyve németül is megjelent Lipcsében. Munkatársa volt a Pallas Nagy Lexikonának is.

## Emlékezete
Sírja Budapesten a Farkasréti temetőben található.

## Díjai, elismerései
- 1898-tól a Lipót-rend középkeresztese
- 1899-től valóságos belső titkos tanácsos
- 1902-től az első osztályú Vaskorona-rend tulajdonosa
- 1884. június 5-étől az MTA levelező, 1894. május 4-étől rendes, 1902. május 9-étől tiszteleti, 1906-tól igazgató tagja, 1909-1913-ban osztályelnöke, 1913-tól másodelnöke.
- Újpest díszpolgára

## Művei

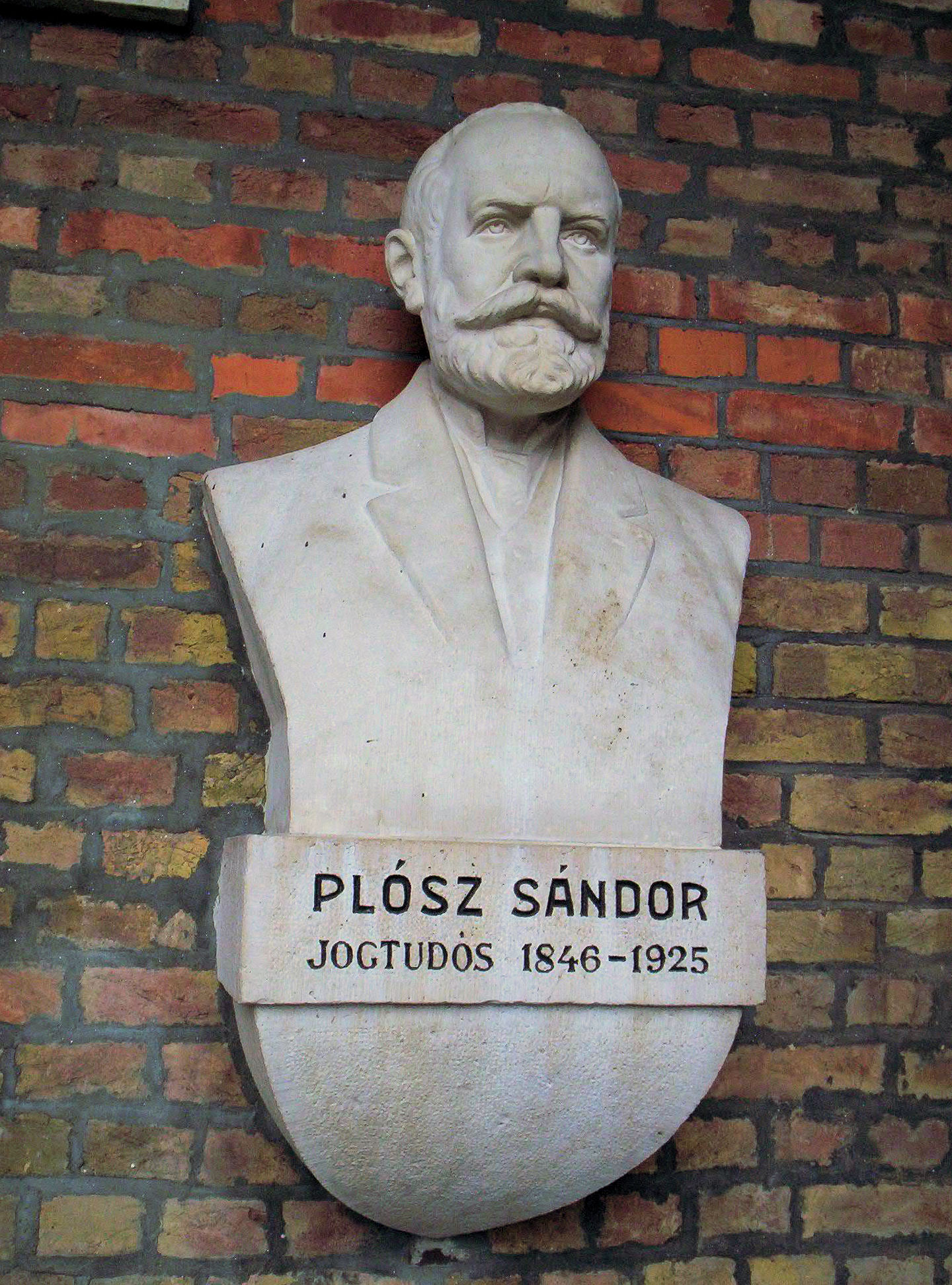
Szobra Szegeden, Papp József alkotása (1930)

- A keresetjogról (1876)
- A magyar váltójog kézikönyve. Budapest: Zilahy Sámuel, 1877. VI, 333 p.
- A polgári peres eljárás reformja (1883)
- A magyar polgári perrendtartás tervezete, Budapest: Egyetemi Könyvny., 1885. 160 p.
- A magyar polgári törvénykezési jog (1888)
- Törvényjavaslat a fellebbvitelről a sommás eljárásban (előadói tervezet a Magyar Királyi Igazságügyminiszter megbízásából, 1889)
- A magyar váltójog kézikönyve.Budapest: Eggenberger, 1889. IV, 454, [1] p.
- Kereskedelmi jog (előadásai után jegyezte Kohn Dávid; 1890)
- Törvényjavaslat a kisebb peres ügyekben való eljárásról szóló 1877. XXII. törvénycikk módosításáról (1890)
- A királyi kúria 50. sz. teljes ülési döntvénye (1891)
- Törvényjavaslat a magyar polgári perrendtartásról (előadói tervezet a Magyar Királyi Igazságügyminiszter megbízásából (1893)
- Indokolás a magyar polgári perrendtartás előadói tervezethez (1893)
- A magyar váltójog kézikönyve. Budapest: Eggenberger, 1895. IV, 512 p.
- Plósz Sándor programmbeszéde : Tartotta 1905. január 15-én a kőbányai Kaszinóban. [S.l.] : [s.n.], 1905. - 7 p.
- Magyar polgári törvénykezési jog. Budapest : Szent-István-Társulat, 1906. 432 p.
- Die Natur der gesetzlichen Vermutungen. Leipzig : Felix Meiner, 1913. 40 p.
- Zwei Vorträge aus dem ungarischen Zivilprozessrecht ; Der Beweis im ungarischen Zivilprozess. Berlin : O. Liebmann, 1917. 80 p.
- Plósz Sándor összegyűjtött dolgozatai (1927)

## Külső hivatkozások
- Magyar életrajzi lexikon I–IV. Főszerk. Kenyeres Ágnes. Budapest: Akadémiai.  1967–1994.
- Meszlény Artúr írása a Polgári Jogban
- Kengyel Miklós: Plósz Sándor (1846-1925). Magyar Jogtudósok IV. Szerk. Hamza Gábor. Budapest, 2014. 21-32. old.
- Szinnyei József: Magyar írók élete és munkái X. (Ótócska–Popea). Budapest: Hornyánszky. 1905.
- Plósz Sándor életrajza. Országgyűlési Könyvtár - Magyar Jogi Portál
- Plósz Sándor digitalizált művei az Országgyűlési Könyvtárban.